# Phyllodes diversipalpus
Phyllodes diversipalpus är en fjärilsart som beskrevs av Louis Beethoven Prout 1924. Phyllodes diversipalpus ingår i släktet Phyllodes och familjen nattflyn. Inga underarter finns listade i Catalogue of Life.